# Julian Kukulski
Julian Kukulski (ur. 11 stycznia 1883 w Wolborzu, zm. 13 kwietnia 1951 w Łodzi) – polski tkacz, działacz związków zawodowych i polityk, poseł Krajowej Rady Narodowej (1945–1947).

## Życiorys
Był synem Teofila Kukulskiego. Rodzina przeniosła się na początku lat 80. XIX wieku do Łodzi. Tam Kukulski ukończył 2 klasy szkoły elementarnej i od 1899 pracował w fabryce włókienniczej Abrahama Prussaka, a następnie w latach 1902–1934 w fabryce Karola Bennicha. W międzyczasie jako żołnierz rosyjski uczestniczył w wojnie rosyjsko-japońskiej w 1905 roku oraz podczas I wojny światowej. Od 1919 należał do Związku Zawodowego Robotników i Robotnic Przemysłu Włókienniczego w Polsce, gdzie był przewodniczącym zarządu oddziału fabrycznego w Łodzi. Od 1926 był wieloletnim sekretarzem Zarządu Głównego Związku, a także wiceprzewodniczącym komisji kierującej powszechnym strajkiem włókniarzy łódzkich w październiku 1928. W latach 1928–1939 był asesorem sądu rozjemczego do spraw nieszczęśliwych wypadków oraz ławnikiem Sądu Pracy.
Od 1927 był zastępcą łódzkiego radnego miejskiego, w 1933 zaś został radnym Rady Miejskiej w Łodzi, w miejsce J. Sawickiego, następnie zostając ponownie radnym w 1936. W ramach działalności w Radzie Miejskiej działał w Komisji Rewizyjnej i Komisji Dyscyplinarnej. Podczas II wojny światowej do 1941 działał w konspiracji w ramach PPS-WRN. Od marca 1945 należał do PPS, z ramienia której, w wyniku rekomendacji Komisji Centralnej Związków Zawodowych był posłem Krajowej Rady Narodowej (1945–1947). W 1948 został członkiem PZPR.
Po wojnie ponadto był m.in. z ramienia Związków Zawodowych: radnym Rady Narodowej miasta Łodzi członkiem Komitetu Odbudowy Warszawy i ławnikiem Sądu Specjalnego, a także członkiem Komisji Aprowizacyjnej z ramienia Miejskiej Rady Narodowej, wiceprzewodniczącym Zarządu Głównego Związku Zawodowego Robotników i Pracowników Przemysłu Włókienniczego w Polsce, członkiem Zarządu Związku Zawodowego Robotników i Pracowników Przemysłu Włókienniczego Oddział w Łodzi.